# Marie Xavier Joseph Lefebvre
Pour les articles homonymes, voir Lefebvre.
Marie Xavier Joseph Lefebvre, comte de Dantzig, né le 9 mars 1785 à Paris et mort le 15 décembre 1812 à Vilna, dans le gouvernement de Vilna, est un général français du Premier Empire.

## Biographie
Il entre en service le 8 avril 1802 en tant que sous-lieutenant dans la cavalerie de la Garde des consuls et employé comme aide de camp du général Bessières. Le 18 décembre suivant, il est affecté au 8e régiment de dragons.
En août 1803, il rejoint l'armée de Hanovre et devient aide de camp du général Soult au camp de Saint-Omer le 11 novembre de la même année. Il passe lieutenant le 12 mai 1804, puis lieutenant titulaire au 8e régiment de dragons le 21 décembre, avec maintien dans sa fonction d'aide de camp. Il rejoint son régiment le 24 juin 1806.
Il est nommé capitaine le 3 janvier 1807 avant d'être muté, le 20 janvier suivant, au 9e régiment de hussards. Le 4 juin, il devient aide de camp de son père, le maréchal François Joseph Lefebvre. Placé à la tête d'un escadron du 23e régiment de chasseurs à cheval le 14 juin 1809, il redevient aide de camp de son père le 22 octobre.
Le 21 avril 1810, il est affecté à l’état-major de l'armée du Portugal où il passe adjudant-commandant le 27 avril.
En 1812, il participe à la campagne de Russie au sein du 3e corps de la Grande Armée. Il est promu général de brigade le 11 septembre 1812.
Il meurt le 15 décembre 1812 à Vilna, des suites des fatigues de la guerre.

## Sources
- (en) « Generals Who Served in the French Army during the Period 1789 - 1814: Eberle to Exelmans »
- Joseph Wirth, Le Maréchal Lefebvre, duc de Dantzig (1755-1820), Paris, Perrin et Cie, 1904, p. 340